# Carlos Mahoma
Carlos Agirreurreta Rodríguez, llamado Mahoma (Mondragón, 1959 - Bilbao, 14 de octubre de 2003) fue un cantante vasco, integrante del grupo de música punk denominado RIP.

## Carrera musical
Inicialmente Mahoma no formaba parte de RIP, que estaba integrado por Mallabi (voz), Jul (guitarra), Portu (bajo) y Txerra (batería). Carlos era uno de los numerosos acompañantes que se agrupaban a su alrededor; era cinco años mayor que ellos, y como disponía de vehículo les ayudaba con los transportes. Cuando el cantante (Mallabi) se marchó al servicio militar, Mahoma ocupó su lugar.
Carlos Agirreurreta destacó por su presencia, actitud y apasionamiento al cantar. También aportó varias letras para las canciones que, en su mayoría, componía Eduardo Mancebo "Portu" y después arreglaban entre todos.
A partir de la década de los 80, todos los miembros de RIP acabaron siendo adictos a la heroína. Esto supuso un parón en el grupo, hasta llegar a una inactividad casi absoluta; aunque el grupo nunca se disolvió de manera oficial.
En 1991, se produjo la primera vuelta a los escenarios a raíz de una invitación que se les hizo por el aniversario de una revista local de Mondragón, y que produjo que Mahoma convenciera a sus antiguos compañeros para volver a tocar juntos. A partir de esa época, realizaron varias series de conciertos en diferentes festivales, la mayoría apoyando a diferentes causas.

## Vida personal
En 1998 comenzó a trabajar como conductor de autobuses en Bilbao, a donde se trasladó a vivir.
En los problemas que los RIP tuvieron con las discográficas (principalmente Discos Suicidas), fue Mahoma principalmente el que se preocupó por reclamar los derechos correspondientes al grupo.
En octubre de 2003, Mahoma falleció en su casa a los 44 años, tras sentirse indispuesto mientras estaba en la ducha. Los vecinos dieron el aviso al ver que en la casa había luz, pero no movimiento; fue cuando los servicios de emergencia encontraron el cadáver.